# O Rei e Eu
The King and I (bra/prt: O Rei e Eu) é um filme estadunidense de 1956, do gênero musical, dirigido por Walter Lang. Foi baseado na peça que estreou na Broadway com o mesmo nome na década de 1950. 
Este filme ocupa a 11.ª colocação na lista dos 25 maiores musicais americanos de todos os tempos, idealizada pelo American Film Institute (AFI) e divulgada em 2006.

## Elenco
- Deborah Kerr - Professora Anna Leonowens
- Yul Brynner - Rei do Sião
- Rita Moreno - Toptim
- Martin Breson - Kralahome
- Terry Saunders - Lady Thiang
- Rex Thompson - Louis Leonowens
- Carlos Rivas - Lun Tha

## Principais prêmios e indicações
Oscar 1957 (EUA)
- Venceu na categoria de Melhor Ator (principal) (Yul Brynner), Melhor Direção de Arte - Colorida, Melhor Som, Melhor Trilha Sonora e Melhor Figurino - Colorido.
- Indicado nas categorias de Melhor Filme, Melhor Diretor, Melhor Atriz (Deborah Kerr) e Melhor Fotografia - Colorida.

Globo de Ouro 1957 (EUA)
- Venceu nas categorias de Melhor Filme (comédia ou musical) e Melhor Atriz (comédia ou musical) em cinema (Deborah Kerr).
- Indicado na categoria de Melhor Ator (comédia ou musical) em cinema (Yul Brynner).

Writers Guild of America 1957 (EUA)
- Recebeu o prêmio WGA de Musical Estadunidense Melhor Escrito